# Saint-Jean-Brévelay
Saint-Jean-Brévelay is een gemeente in het Franse departement Morbihan (regio Bretagne). De plaats maakt deel uit van het arrondissement Pontivy. De gemeente telde 2.860 inwoners op 1 januari 2022.

## Geografie
De oppervlakte van Saint-Jean-Brévelay bedroeg op 1 januari 2022 41,83 vierkante kilometer; de bevolkingsdichtheid was toen 68,4 inwoners per km².

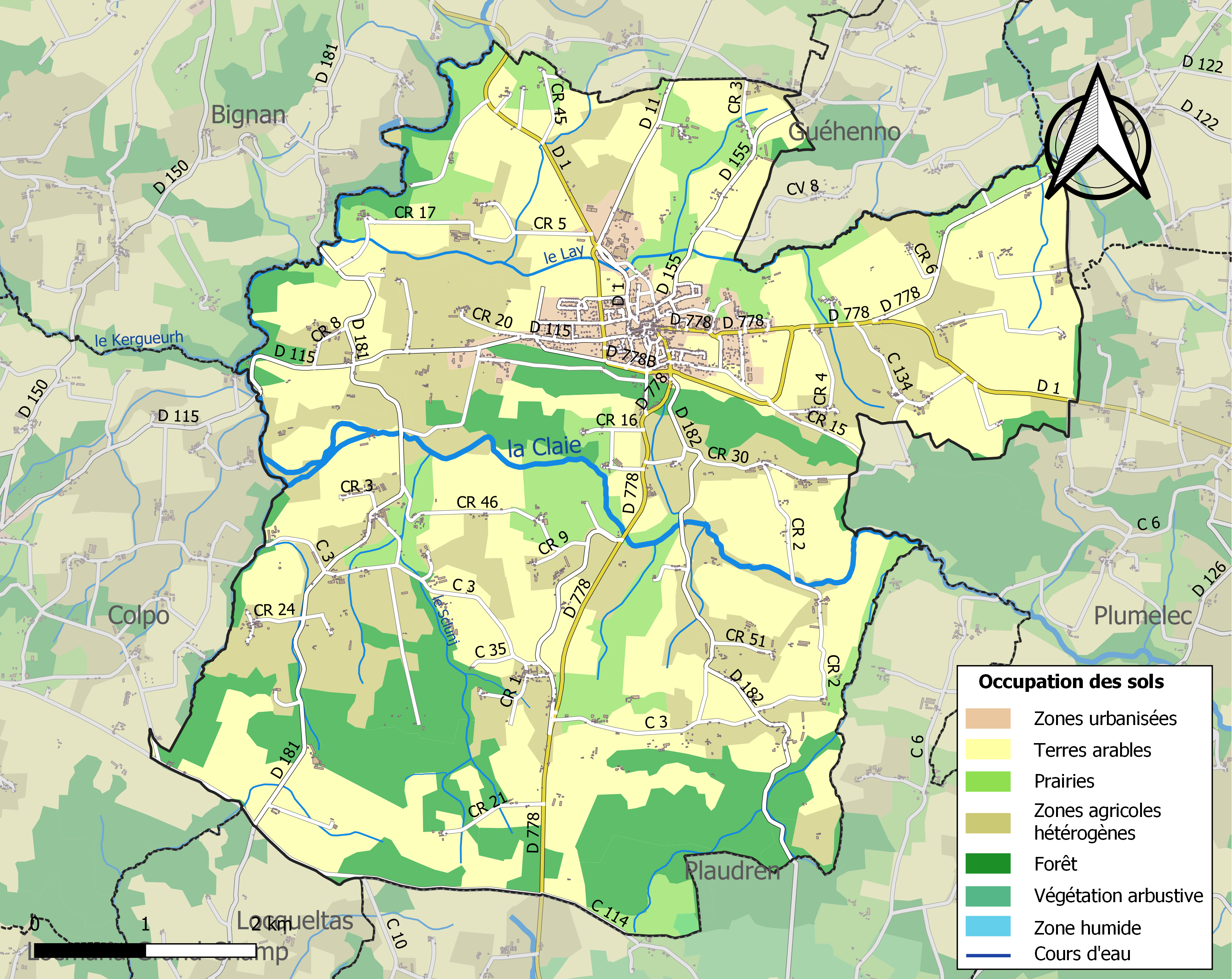
Kaart van de gemeente met de belangrijkste infrastructuur, bodemgebruik en omliggende gemeenten

## Demografie
Onderstaande figuur toont het verloop van het inwonertal, bron: INSEE-tellingen. 